# 八角井 (饒平縣)
八角井，位于中国广东省潮州市饶平县饶洋镇，为饶平县文物保护单位，类型为古建筑，公布时间为1988年10月。
八角井的历史年代为明代。